# Семёнов, Владимир Николаевич (архитектор)
Влади́мир Никола́евич Семёнов (20 января [1 февраля] 1874, Кисловодск, Кавказская губерния — 1 февраля 1960, Москва) — русский и советский архитектор, профессор, действительный член Академии архитектуры СССР (1939), главный архитектор Москвы (1932—1934). Один из пионеров (наряду с Григорием Дубелиром, Арнольдом Еншем и Михаилом Диканским) научного градостроительства в России. Под руководством Владимира Семёнова в 1930-х был разработан Генеральный план реконструкции Москвы.

## Биография

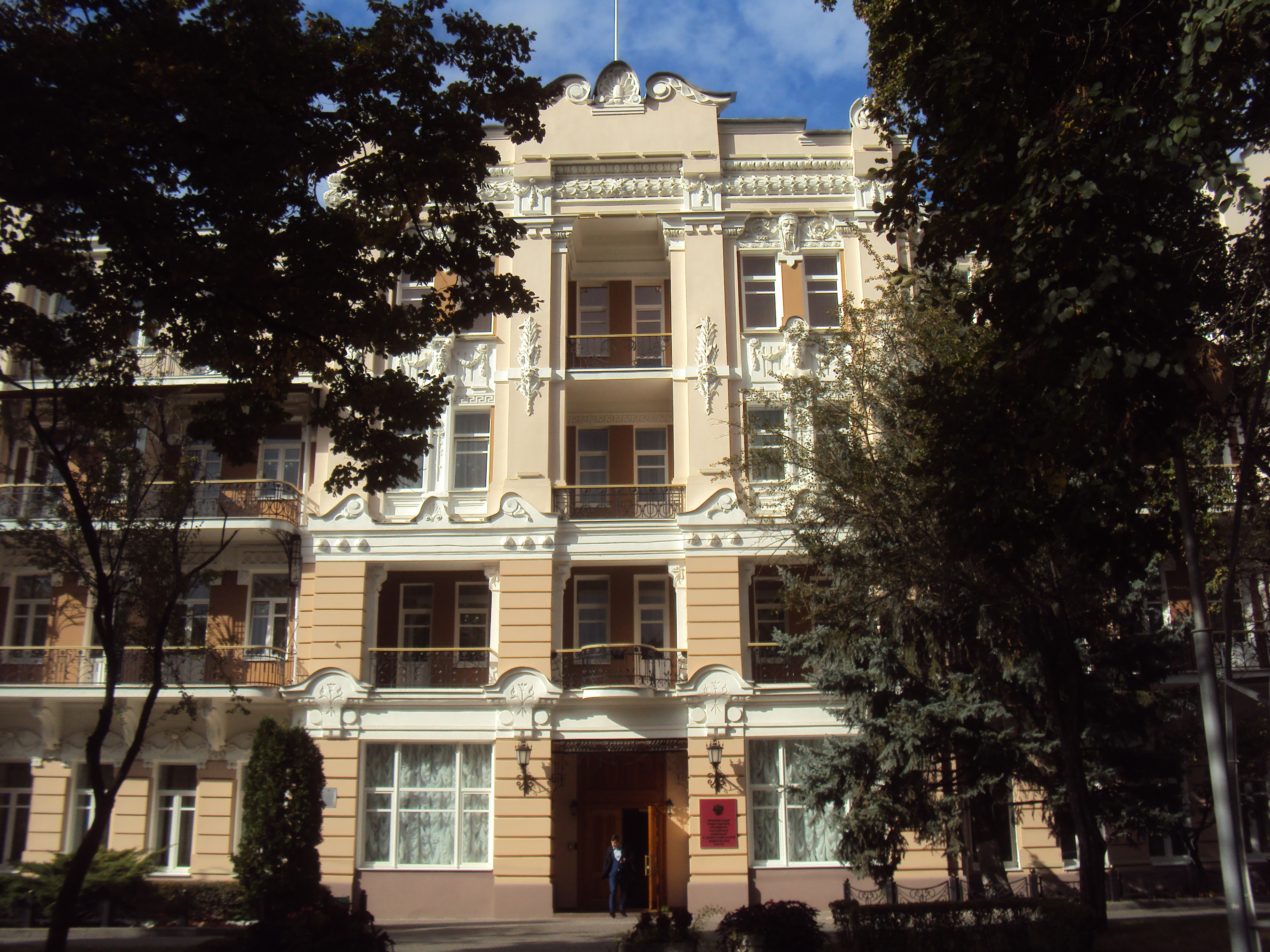
Гостиница «Бристоль» в Пятигорске, 2016 год

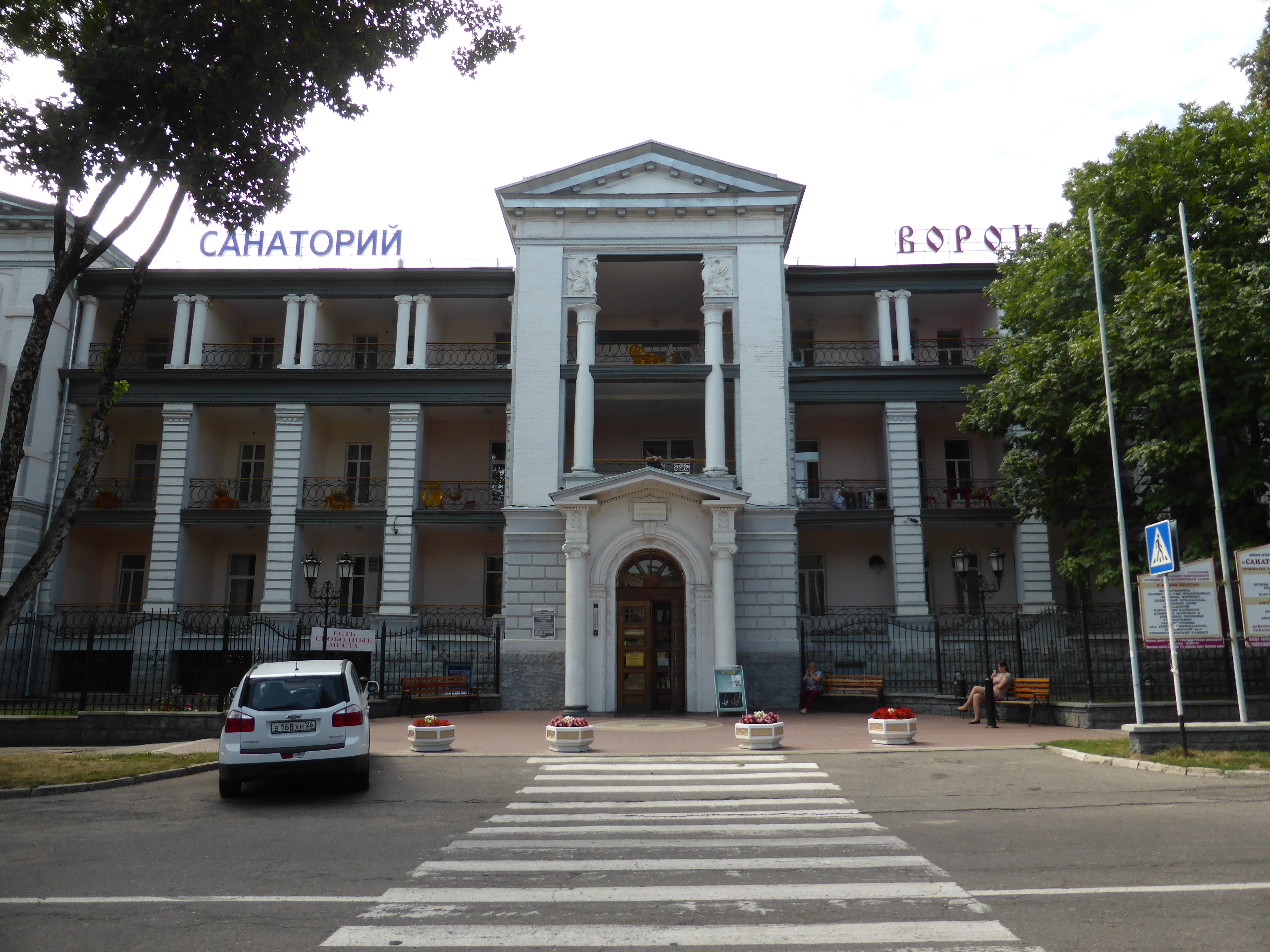
Санаторий «Азау» в Ессентуках, 2013 год

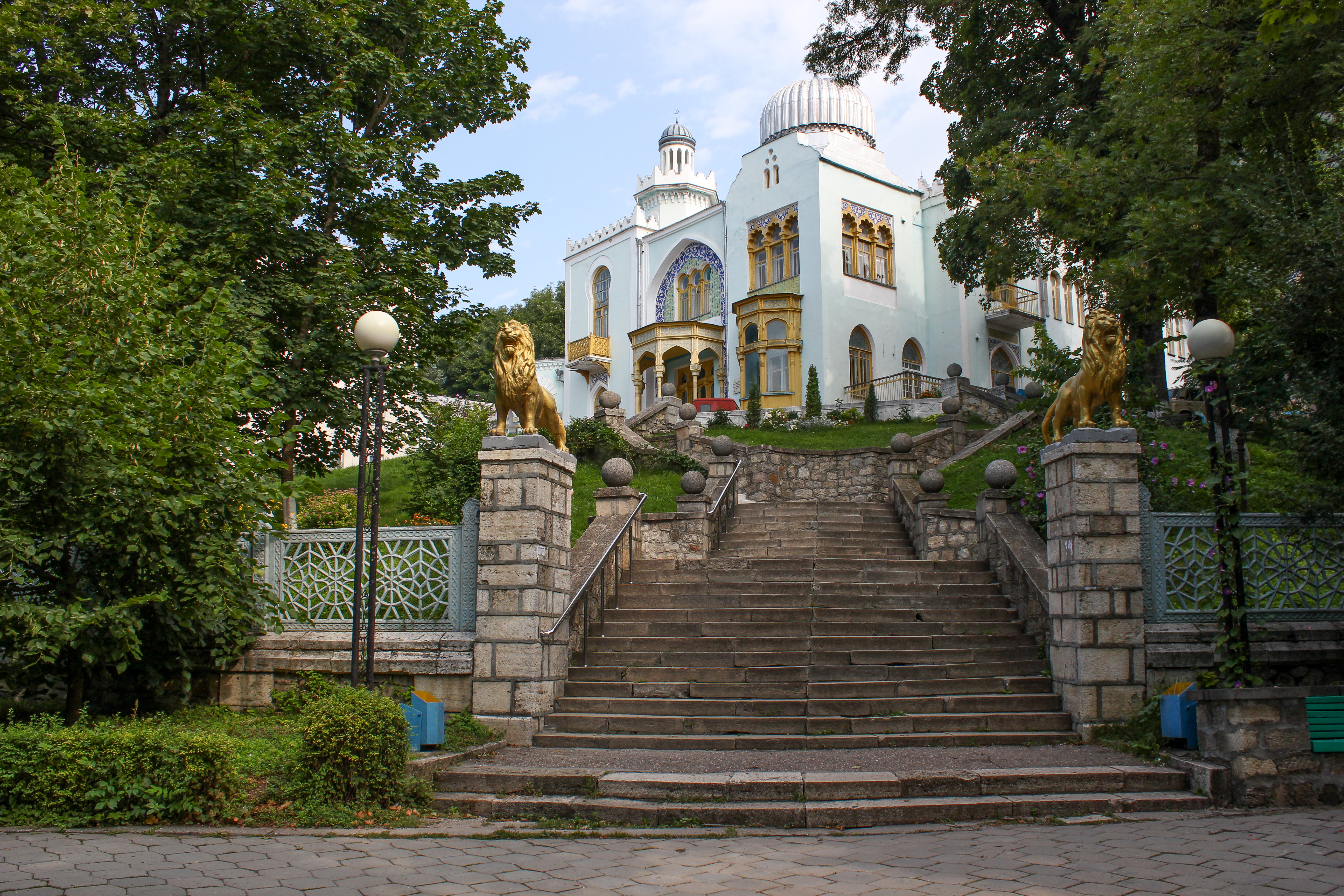
Дворец эмира Бухарского в Железноводске, 2013 год

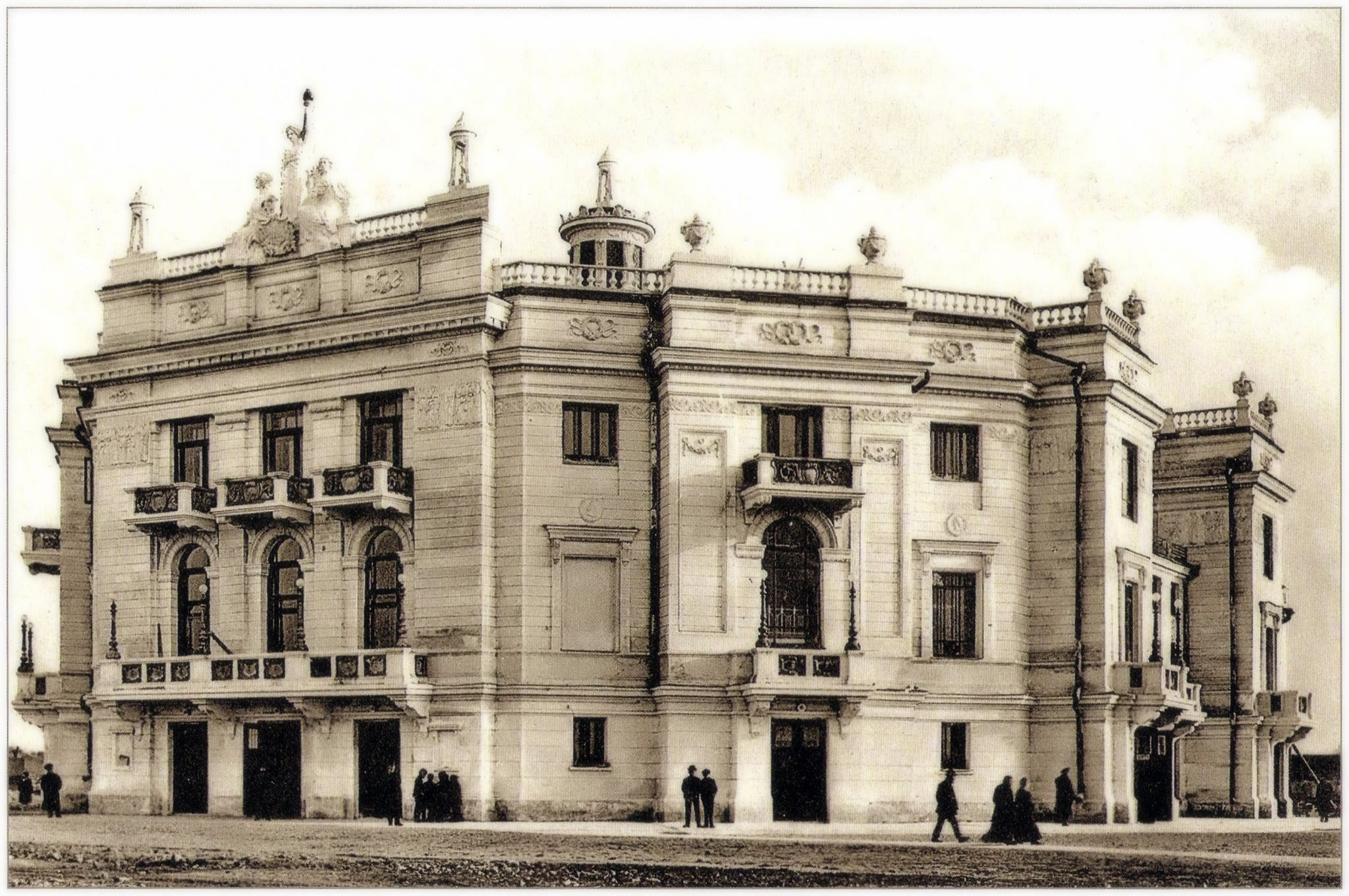
Здание Екатеринбургского театра оперы и балета, 1912 год

### Ранние годы
Родился в семье этнографа и кавказоведа Николая Семёнова, служившего на Северном Кавказе военным топографом. Он с 1860-х годов изучал историю и традиции кавказских народов, а полученные материалы переводил на русский язык и публиковал в исследовательских журналах. Николай Семёнов был в числе первых, кто исследовал историю кавказских гуннов.
Владимир Семёнов в возрасте 10 лет поступил во Владикавказское 1-е реальное училище. Через шесть лет, в 1892-м он получил аттестат и в том же году поступил в Институт гражданских инженеров императора Николая I, куда были достаточно сложные вступительные экзамены. Особенностью образовательной программы было равное внимание, уделявшееся преподаванию инженерно-конструктивных и художественно-пластических учебных дисциплин.

### Кавказский и лондонский опыт
В 1898 году Семёнов получил диплом с серебряной медалью и приступил к профессиональной деятельности. Карьеру он начал в офисе главного архитектора Гатчины Николая Дмитриева. Однако уже в следующем году отправился добровольцем на Англо-бурскую войну, где три года сражался в рядах армии буров. Во время войны он встречался с молодым журналистом Уинстоном Черчиллем. После ранения Семёнов с большими трудностями вернулся в Россию.
В 1902—1908 годах работал архитектором в Пятигорском управлении Кавказских Минеральных Вод, где его талант проявился в полной мере. Он создавал здания в модных на тот период стилях модерн и неоклассицизм. Разработал несколько зданий, которые в настоящее время считаются знаковыми для кавказского курортного региона. По его проекту в Пятигорске была построена крупнейшая в городе гостиница «Бристоль», а в Ессентуках — санаторий «Азау». К архитектору обращались и частные заказчики, среди них самым известным стал эмир Бухарский Сеид-Абдул-Ахад-хан, по заказу которого Семёнов создал две дачи. Построенный в Железноводске дворец сохранился до настоящего времени в качестве корпуса санатория. Дача в Кисловодске «Мавритания» была утрачена в советский период.
В 1904 году победил в значимом конкурсе на проект Екатеринбургского театра оперы и балета. В том же году он женился на Алевтине Михайловне Севостьяновой. В пятигорский период у них родились дети Светлана и Владимир. Поскольку Алевтина Семёнова сочувствовала кавказским революционерам, российское правительство внесло её в список неблагонадёжных граждан. Из-за этого супруги в 1908-м вынуждены были эмигрировать в Лондон. Там у Семёновых родилась младшая дочь Маргарита.
За рубежом активно занимался освоением новых архитектурных идей и продолжал проектировать здания, в том числе для России. В 1909 году он стал победителем конкурса по созданию здания московского Бактериологического института. Жюри отметило, что спроектированные им «здания… характеризуются простыми, но изящными и типичными фасадами», а «общее расположение отдельных корпусов на участке решено чрезвычайно удачно».
Архитектор много сил приложил для изучения европейских архитектурных концепций. В 1910 году он принял участие в учредительной конференции по градостроительству, которую проводил Королевский институт британской архитектуры. В Лондоне узнал о городе-саде — модной в то время идее планировки населённых пунктов будущего. Он даже участвовал в застройке города-сада Летчуэрта.
В 1912 году архитектор вернулся в Россию и тогда же выпустил фундаментальный аналитический труд «Благоустройство городов», в котором осветил принципы городской планировки и застройки. Архитектор обращал внимание, что для России необходимо выработать такой тип города, который будет соответствовать северному климату и существующему земельному простору.
Автор взвешенно подходил к вопросу типизации и систематизации городской среды. Он отмечал, что «планы идеальных городов в большинстве случаев составлены не архитекторами, а публицистами, мыслителями, новаторами», поэтому «проекты идеальных городов, часто красивые на бумаге, почти невозможно осуществить на практике». Вместо того, чтобы увлекаться фантазиями, следует проектировать города, учитывая региональные особенности. Обязательным, по мнению Семёнова, было регулирование застройки, контроль над соблюдением этажности в пределах кварталов. Кроме того, он полагал, что следует поощрять ансамблевую застройку кварталов.
Уже в 1913 году получил возможность применить на практике своё профессиональное видение, когда по случаю 50-летнего юбилея Московско-Казанской железной дороги началось строительство экспериментального города-сада. Для первого в России подобного проекта выбрали территорию у платформы Прозоровская (современная платформа Кратово, расположенная в Раменском районе Московской области). Однако год спустя началась Первая мировая война, из-за трат на военные нужды строительство было приостановлено. После революции 1917 года к проекту так и не вернулись.

### Работа в советский период
С установлением советской власти остался в стране и продолжил профессиональную деятельность. В начале 1920-х годов он возглавил Научно-технический совет в Наркомхозе РСФСР и занялся преподавательской деятельностью: читал лекции по градостроительству в высших художественно-технических мастерских Московского высшего технического училища, а затем — в Московском архитектурном институте. В 1923-м Государственным учёным советом Наркомпроса он был утверждён в звании профессора по специальности «Градостроительство».
В 1927 году создал «Бюро по планировке городов», которое четыре года спустя было реформировано в Государственный институт проектирования городов «Гипрогор». Эта организация, в частности, занялась комплексной планировкой крупных советских городов со сложившейся исторической застройкой центра. Были разработаны проекты Астрахани, Куйбышева, Минска, Сталинграда, а крупнейшей работой, в которой принимал участие Семёнов, стала планировка курортно-рекреационной зоны в Пятигорске, Железноводске, Ессентуках и Кисловодске.
Примечательно, что при активном внедрении новых принципов градостроительства, архитектор беспокоился о представлении исторической архитектуры. В статье «Вопросы планировки», опубликованной в 1935 году, он обращал внимание на невыгодное, по его мнению, расположение некоторых городских скверов, которые закрывают виды на архитектурные ансамбли:
Многие городские ансамбли испорчены зеленью. Последней дают разрастаться, закрывать архитектуру, уничтожать целостность впечатления. Вместо города получается дача. Примеры: центр Ленинграда, где Александровский сад уничтожает центральный ансамбль. В Москве такой была площадь Свердлова с её добродушной рощицей посредине.

### Главный архитектор столицы

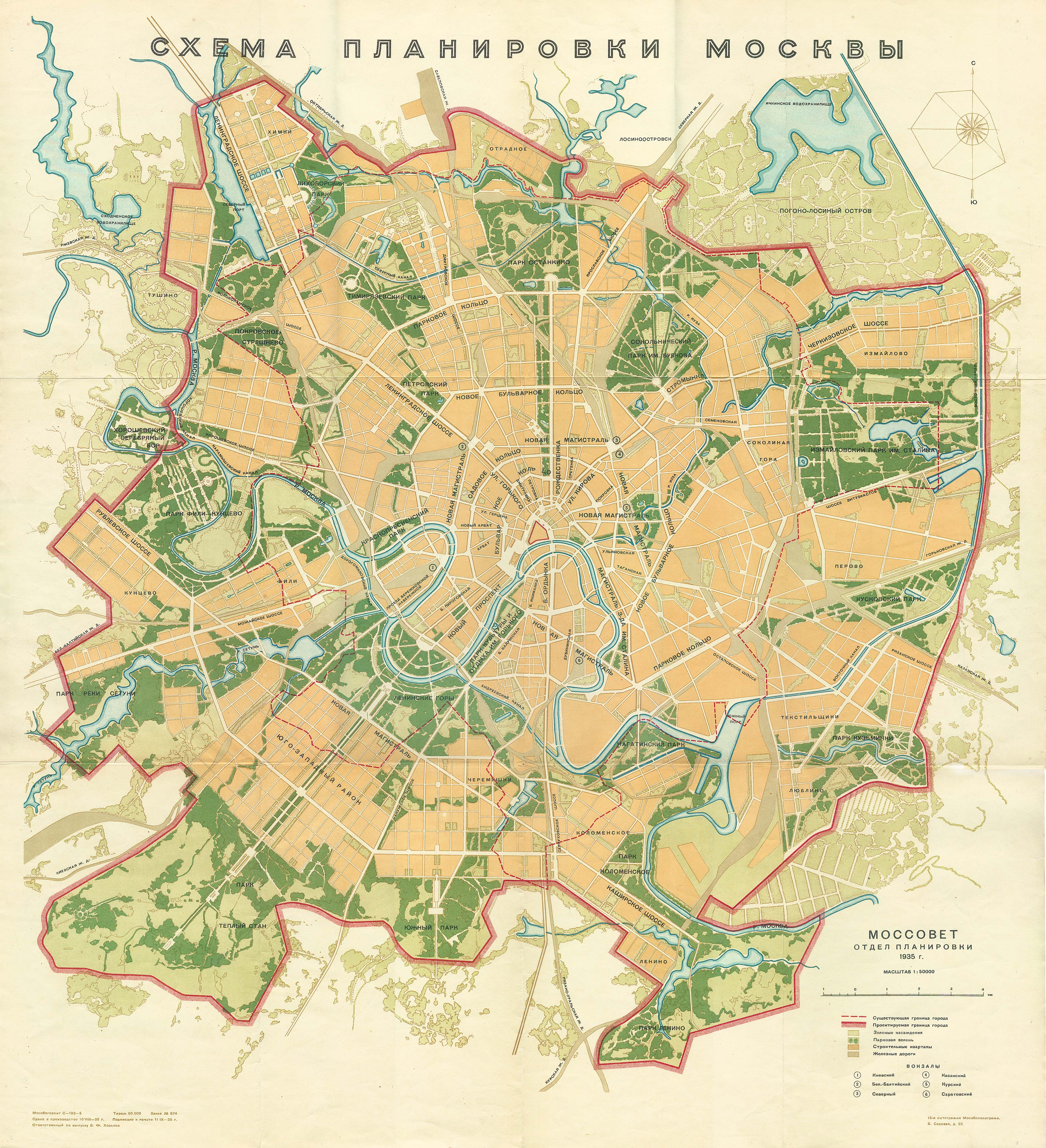
Генеральный план реконструкции Москвы, 1935 год

В 1932 году назначен главным архитектором Москвы: он возглавил Архитектурно-планировочное управление Моссовета. Под его руководством группа ведущих архитекторов начала разрабатывать план развития и реконструкции столицы. Вскоре был опубликован «Эскиз генерального плана Москвы» — проектный документ, который лёг в основу утверждённого в 1935 году Генерального плана реконструкции Москвы.
В статьях, опубликованных в середине 1930-х годов, рассуждал о будущих преобразованиях столицы. Архитектор считал необходимым сохранить и сложившийся облик центральной части города, и существующую радиально-кольцевую сетку улиц. Он исходил из предположения, что со временем численность населения города преодолеет пятимиллионный рубеж. Семёнов полагал, что в перспективе будет целесообразно расширение так называемой Большой Москвы: агломерации со столицей в центре и цепью городов-спутников на периферии. Он считал, что граница столицы должна проходить по окружной дороге, а за ней — находиться «сплошная жёстко охраняемая цепь» городских парков: Воробьёвы горы, Серебряный бор, Останкино, Сокольники и другие. За парковой зоной он предлагал оставить 15-километровую территорию, в пределах которой совершенствовалась бы застройка и сохранялась существующая лесопарковая зона.
Согласно плану, внешнее кольцо городов, проходящих по уровню Каширы, являлось последней зоной Большой Москвы. Такой охват территории он объяснял пересечением транспортных магистралей: железных дорог и транспортного потока по Оке. Таким образом, на огромной территории обеспечивалось бы поступление хлеба, металла и топлива из разных регионов страны. В развитии архитектурного облика столицы Семёнов считал необходимым учитывать экономическую целесообразность, но при этом ещё и строить выразительные архитектурные ансамбли. В статье «Москву планировать и застраивать заново» он подчеркнул:
Пусть наши жилые дома будут простыми, спокойными, организованными в массы. Это рама, это фон для общественных зданий. Но пусть наши общественные здания будут богаты, величественны, не повторяющиеся, пусть все виды изобразительных искусств сольют свои усилия в общей работе постройки, перестройки и украшения Москвы.
В 1930-х годах Владимир Семёнов стал действительным членом Академии архитектуры СССР, а с 1941 года он на протяжении десяти лет возглавлял Научно-исследовательский институт градостроительства академии.

### Восстановление городов

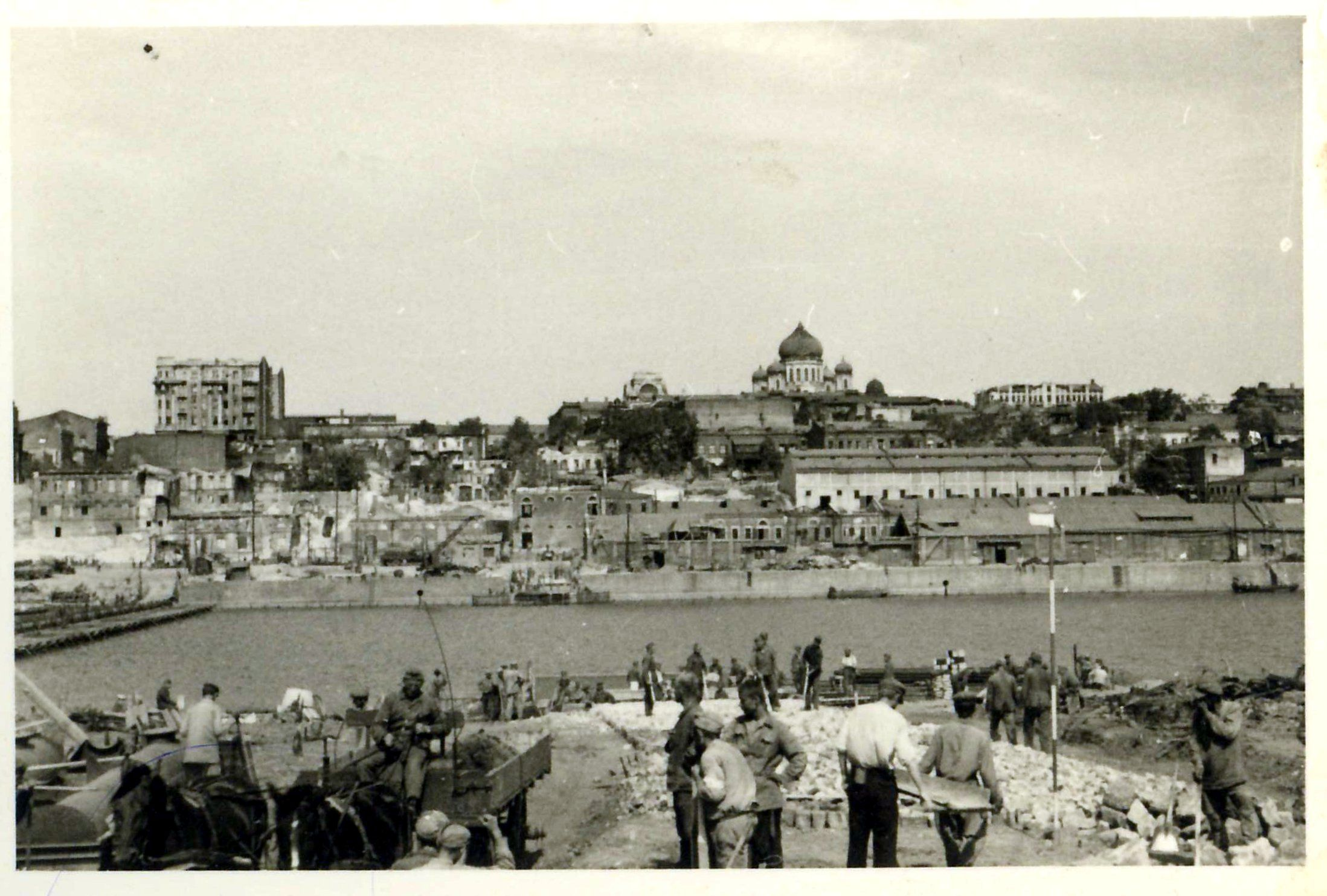
Вид на разрушенный Ростов-на-Дону, 1942 год

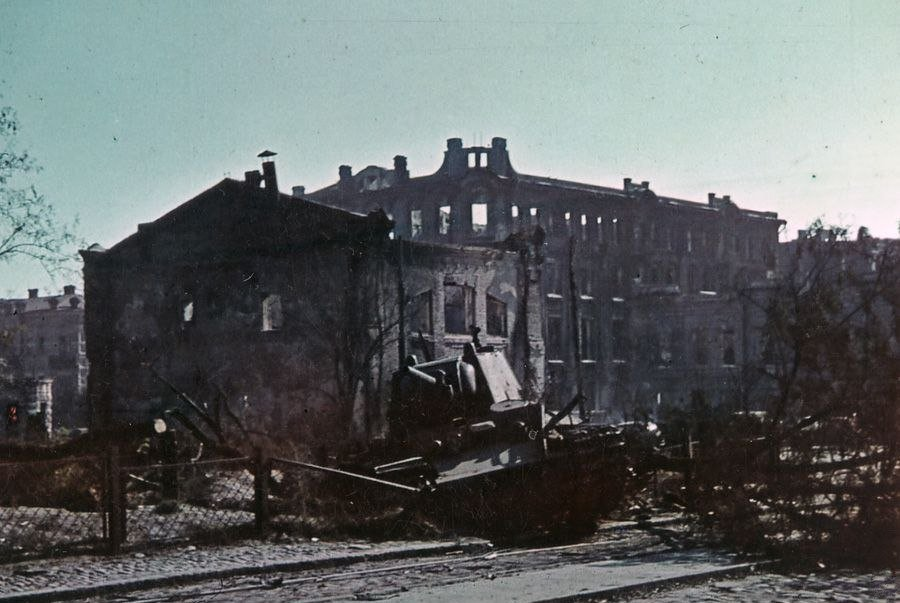
Ростов-на-Дону в период немецкой оккупации, 1942 год

Ещё в 1938 году Владимиру Семёнову поручили разработать проект развития крупного промышленного центра на юге страны — Ростова-на-Дону. Работы завершились через два года. С началом Великой Отечественной войны реализация проекта была прервана, однако после Семёнов занимался и планом восстановления города. Ростов сильно пострадал, поэтому архитектору представилась возможность разработать свободный план застройки практически. Недостатком довоенной планировки была цепь промышленных объектов, которая простиралась вдоль реки. Семёнов сохранил существовавшую планировочную структуру и расположение центральной части города, но при этом увязал кварталы с жилой и общественной застройкой с набережной Дона.
Свои цели публично озвучил в статье «О генеральном плане города Ростова-на-Дону», которая была опубликована в 1949 году в сборнике «Проблемы советского градостроительства». Хребтом городской планировки являлись две пересекающиеся магистрали. Одна — уже существовавшая на тот момент улица Энгельса, на которой последовательно расположены четыре площади: имени Максима Горького (предназначенная для проведения демонстраций, там же располагался драматический театр), имени Кирова (где находились университет, библиотека, музей), Дома Советов (городская администрация) и площади напротив городского сада (с оперным театром). Одной из особенностей плана являлось создание основного центра и трёх периферийных: восточный был вокруг площади Карла Маркса, западный — у площади Дружинников, а северный только начинал формироваться.
Опыт восстановления населённых пунктов Семёнов обобщил в статье 1947 года «Основы планировки застраиваемых городов». Он считал, что даже строительство типовых сооружений не позволяет создавать так называемые «типовые города». Каждый город создавался под воздействием совокупности факторов, в том числе климата и рельефа, которые нельзя игнорировать.
Под благоустройством у нас обычно понимают водопровод, канализацию и пр. Но это, разумеется, не всё… Культура населённых мест в Советской стране — это в первую очередь забота о человеке, об его уюте, комфорте и удобствах. Мы считаем благоустроенным тот город, который характеризуется обилием света, воздуха и зелени, который даёт человеку максимальные удобства для работы, для движения, для отдыха и развлечений… Зелень мыслится нами не как декоративные островки или разбросанные там и сям клумбы, а как большие зелёные массивы садов, бульваров и парков, комплексно охватывающие всю городскую территорию и входящие основным элементом в архитектуру города.

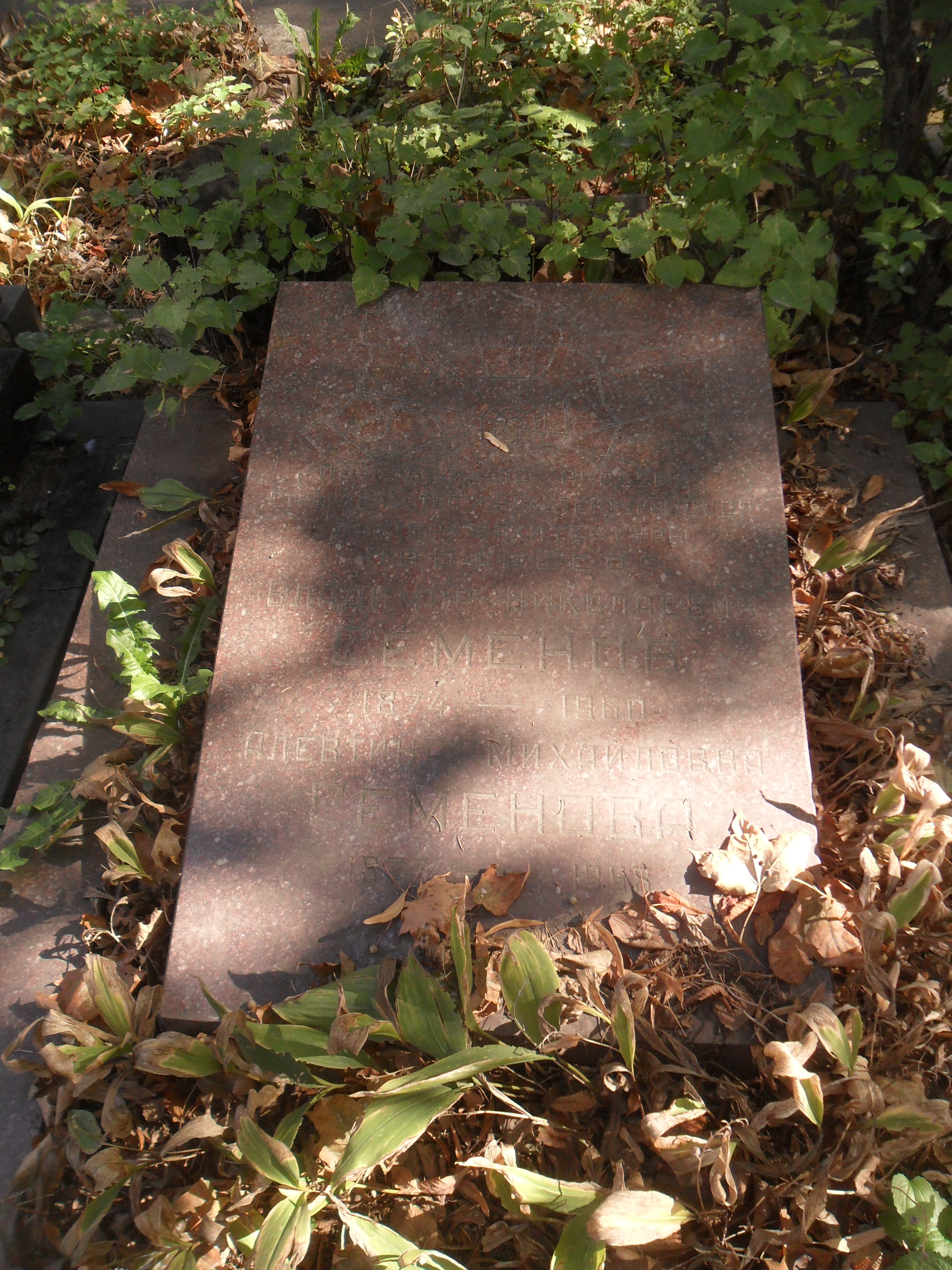
Могила Владимира Семёнова на Новодевичьем кладбище Москвы, 2014 год

Владимир Семёнов сохранял влияние в профессиональном сообществе и после смерти Секретаря ЦК ВКП(б) Иосифа Сталина. В ходе хрущёвской реорганизации Академии архитектуры в 1956 году он был избран почётным членом Академии строительства и архитектуры СССР.
Последние годы жизни Семёнова были омрачены чередой семейных трагедий: в 1958-м умерла его супруга, а в 1959-м — сын. Владимир Семёнов скончался в Москве 1 февраля 1960 года и был похоронен на Новодевичьем кладбище.

## Память
- В 1996 году Владимиру Семёнову посмертно было присвоено звание «Почётный гражданин города Кисловодска».
- В Кисловодском краеведческом музее создали личный фонд архитектора, где проходят «Семёновские чтения».
- Выпущена памятная медаль, на которой изображён архитектор и выбиты его слова: «Градостроительство — это высокое искусство». На стене дома, построенного по проекту Семёнова в Кисловодске, где он вместе с братом, установлена мемориальная доска[4][22].

## Семья
- Отец — Николай Сергеевич Семёнов (нет данных — 1886), военный топограф, учёный-кавказовед, исследователь Дагестана, Чечни и чеченского народа[23].
- Брат — Николай Семёнов (1879—1922), архитектор, автор ряда построек в Кисловодске и Ессентуках[24].
- Сын — Владимир Семёнов-Прозоровский (1904—1959), архитектор и учёный в области градостроительства, автор планировки Апшеронского полуострова в Баку и Пятигорска[25].
- Внучка — Наталия Николаевна Белоусова (род. 1935), архитектор, супруга Александра Ширвиндта[26].
- Внук — Владимир Белоусов (1928—2018) — советский и российский архитектор, действительный член РААСН.
- Правнук — Никита Семёнов-Прозоровский (род. 1955), актёр кино, театра и дубляжа[27].

## Основные проекты и постройки
- Дворец эмира Бухарского (1898, Железноводск)
- Гостиница «Бристоль» (1904—1909, Пятигорск)
- Дача эмира Бухарского «Мавритания» (1904—1909, Кисловодск), не сохранилась
- Санаторий «Азау» (1904—1909, Ессентуки), в настоящее время — санаторий «Воронеж»
- Театр оперы и балета (1904—1912, Екатеринбург, проспект Ленина, 46а)
- Конкурсный проект Бактериологического института, 1-я премия (1909, Москва)
- Планировка и строительство города-сада для служащих Московско-Казанской железной дороги, совместно с Александром Тамановым (1912—1914, Кратово)
- Жилой дом рабоче-строительного кооператива «Звено» (1928, Москва, Второй Обыденский переулок, 10)
- Генеральный план реконструкции Москвы (1932—1935)
- План восстановления и развития Ростова-на-Дону (1944—1945), осуществлён частично[11][9][28][29]